# Mychajło Didewycz
Mychajło Stepanowycz Didewycz, ukr. Михайло Степанович Дідевич, ros. Михаил Степанович Дидевич, Mychajło Stepanowycz Didewycz (ur. 25 lipca 1925 w Kramatorsku, w obwodzie donieckim, Ukraińska SRR, zm. 19 września 1987 w Dniepropetrowsku, Ukraińska SRR) – ukraiński piłkarz, grający na pozycji napastnika, trener piłkarski.

## Kariera piłkarska
Po rozpoczęciu ataku Niemiec na ZSRR jego ojciec z rodziną został ewakuowany na Ural do miasta Sierow, dokąd został przeniesiony Zakład Metalurgiczny z Kramatorska. W 1942 rozpoczął karierę piłkarską w miejscowym klubie Mietałłurgi Wostoka Sierow. Po wyzwoleniu Leningradu od niemieckiej okupacji w 1944 uczył się na awiacyjnych kursach technicznych w Leningradzie, gdzie bronił barw drużyny kursantów. W 1945 występował w mistrzostwach Łotewskiej SRR w klubie ODO Ryga, skąd został skierowany do CSKA Moskwa. W „gwiazdorskim” składzie wojskowych nieczęsto wychodził na boisko, dlatego w 1950 postanowił przejść do WMS Moskwa, który potem zmienił lokalizację na Leningrad. Po rozformowaniu klubu powrócił do Moskwy, gdzie w 1953 został piłkarzem Lokomotiwu Moskwa. Po pół roku przeniósł się do Spartaka Kalinin. W 1954 przeszedł do Metałurha Dniepropetrowsk, w którym był kapitanem drużyny i zakończył karierę piłkarza w roku 1958.

## Kariera trenerska
Po zakończeniu kariery piłkarskiej rozpoczął pracę szkoleniowca. W 1960 trenował Chimik Dnieprodzierżyńsk. W 1961 od sierpnia do końca roku prowadził Metałurh Dniepropetrowsk, a potem pozostał w sztabie szkoleniowym dniepropietrowskiego klubu, który zmienił nazwę na Dnipro. W końcu 1966 po dymisji trenera Łeonida Rodosa również odszedł z Dnipra. Następnie pracował w klubie sportowym Meteor Dniepropetrowsk. Również był wybrany do Zarządu Dniepropetrowskiego Obwodowego Związku Piłki Nożnej.
19 września 1987 zmarł po ciężkiej chorobie w Dniepropetrowsku.

## Sukcesy i odznaczenia

### Sukcesy piłkarskie
WMS Moskwa
- mistrz Pierwoj ligi ZSRR: 1950

### Sukcesy indywidualne
- król strzelców klubu Metałurh Dniepropetrowsk: 1954 (17 goli), 1958 (23 goli)

### Odznaczenia
- tytuł Mistrza Sportu ZSRR